# Nirvana (Nirvana)
Nirvana è il primo greatest hits e il settimo album dei Nirvana contenente brani provenienti da tutti gli album in studio precedentemente pubblicati (più alcune cover suonate nell'MTV Unplugged in New York). È il terzo album postumo del gruppo di Seattle. Tutti i brani sono apparsi sui principali album a parte due: Been a Son che in questa versione era stata pubblicata solo nell'EP Blew e Pennyroyal Tea, che era stata pubblicata in questa versione nel singolo omonimo, distribuito in tiratura limitata in Europa.

## Descrizione
Questa raccolta di successi è stata frutto di una battaglia legale fra la vedova Cobain e i due restanti Nirvana.
Nel 2001 Grohl e Novoselic annunciarono di comune accordo che entro la fine del 2002 sarebbe stato pubblicato un cofanetto con tutti gli inediti mai pubblicati dei Nirvana e fecero il nome dell'ultima canzone registrata, destinata a essere il singolo dell'album che sarebbe stato pubblicato dal gruppo nel 1994: You Know You're Right (già suonato dalle Hole nel loro unplugged con il titolo You've Got No Rights). Courtney Love, come erede legale del marito, denunciò i due musicisti dichiarandosi la detentrice dei diritti sulle canzoni (Kurt Cobain ne era il principale autore). Dopo varie citazioni in tribunale, il 29 settembre 2002 le due parti arrivarono a un accordo che prevedeva la pubblicazione di un best of (Nirvana, appunto), un cofanetto (With the Lights Out) e un album di rarità (Sliver: The Best of the Box).

## Tracce
Testi e musiche di Kurt Cobain, eccetto dove indicato.
1. You Know You're Right – 3:38
2. About a Girl – 2:49
3. Been a Son – 2:23
4. Sliver – 2:14
5. Smells Like Teen Spirit – 5:01 (Kurt Cobain, Dave Grohl, Krist Novoselic)
6. Come as You Are – 3:39
7. Lithium – 4:17
8. In Bloom – 4:15
9. Heart-Shaped Box – 4:41
10. Pennyroyal Tea – 3:37
11. Rape Me – 2:51
12. Dumb – 2:34
13. All Apologies (live at MTV Unplugged in New York) – 3:47
14. The Man Who Sold the World (live at MTV Unplugged in New York) – 3:47 (David Bowie)

### Bonus track (edizione internazionale)
1. Where Did You Sleep Last Night (live at MTV Unplugged in New York) – 5:08 (tradizionale; arrangiamento: Leadbelly)

## Formazione
- Kurt Cobain — voce, chitarra elettrica; campane in You Know You're Right, chitarra acustica in All Apologies, The Man Who Sold the World e Where Did You Sleep Last Night
- Krist Novoselic — basso; basso acustico in All Apologies, The Man Who Sold the World e Where Did You Sleep Last Night
- Dave Grohl — batteria, cori
- Chad Channing — batteria in About a Girl e Been a Son
- Dan Peters — batteria in Sliver
- Lori Goldston — violoncello in All Apologies, The Man Who Sold the World e Where Did You Sleep Last Night
- Pat Smear — chitarra acustica in All Apologies, The Man Who Sold the World e Where Did You Sleep Last Night

## Classifiche
| Classifica (2002)                       | Posizione massima |
| --------------------------------------- | ----------------- |
| Australia                               | 1                 |
| Austria                                 | 1                 |
| Belgio (Fiandre)                        | 2                 |
| Belgio (Vallonia)                       | 4                 |
| Billboard Canada                        | 2                 |
| Danimarca                               | 6                 |
| Paesi Bassi                             | 12                |
| European Top 100 Albums (Music & Media) | 2                 |
| Finlandia                               | 9                 |
| French Albums (SNEP)                    | 2                 |
| German Albums (GFK)                     | 5                 |
| Greek Albums (IFPI Greece)              | 4                 |
| Irish Albums (IFPI Ireland)             | 2                 |
| Italia                                  | 6                 |
| Japanese Albums (Oricon)                | 6                 |
| Nuova Zelanda                           | 2                 |
| Norvegia                                | 5                 |
| Portuguese Albums (AFP)                 | 3                 |
| Scozia                                  | 3                 |
| Spagna                                  | 28                |
| Svezia                                  | 10                |
| Svizzera                                | 2                 |
| UK                                      | 3                 |
| UK Rock                                 | 1                 |
| US Billboard 200                        | 3                 |